# 灯状碘泡虫
灯状碘泡虫（学名：Myxobolus lampiformis）为碘泡科碘泡虫属的动物。在中国，分布于广东等，营寄生生活，寄生在鳙的鳃。